# Bois Blancs (métro de Lille)
Cet article concerne la station de métro. Pour le quartier de Lille, voir Bois Blancs.
Bois Blancs est une station de la ligne 2 du métro de Lille. Elle est située au bord de l'avenue de Dunkerque, comme le sont toutes les stations à partir de là jusqu'à la station Bourg. Elle est implantée à l'intersection entre cette avenue et l'avenue de la Roseraie. Elle permet de desservir le quartier des Bois-Blancs à Lille.
Elle est mise en service en 1989.

## Situation sur le réseau
Établie en souterrain, Bois Blancs située sur la ligne 2 du métro de Lille entre les stations Canteleu - Euratechnologies et Port de Lille à Lille.

## Histoire
La station, dénommée Petite Chapelle, est ouverte le 1er avril 1989 lors de la mise en route de la ligne 1 bis, devenue en 1994 la ligne 2. 
C'est en 1994 qu'elle est renommée avec le nom du quartier Bois-Blancs qu'elle dessert. Le nom du quartier prend un trait d'union tandis que le nom de la station est écrit sans trait d'union sur les panneaux et plans de l'exploitant du métro Ilévia.

## Services aux voyageurs

### Accès et accueil
La station comporte plusieurs accès et sorties puis un ascenseur en surface, elle est bâtie sur trois niveaux : niveau -1 : vente et compostage des tickets ; niveau -2 : niveau intermédiaire permettant de choisir la direction de son trajet ; niveau -3 : les deux voies et les deux quais latéraux.

Architecture intérieure
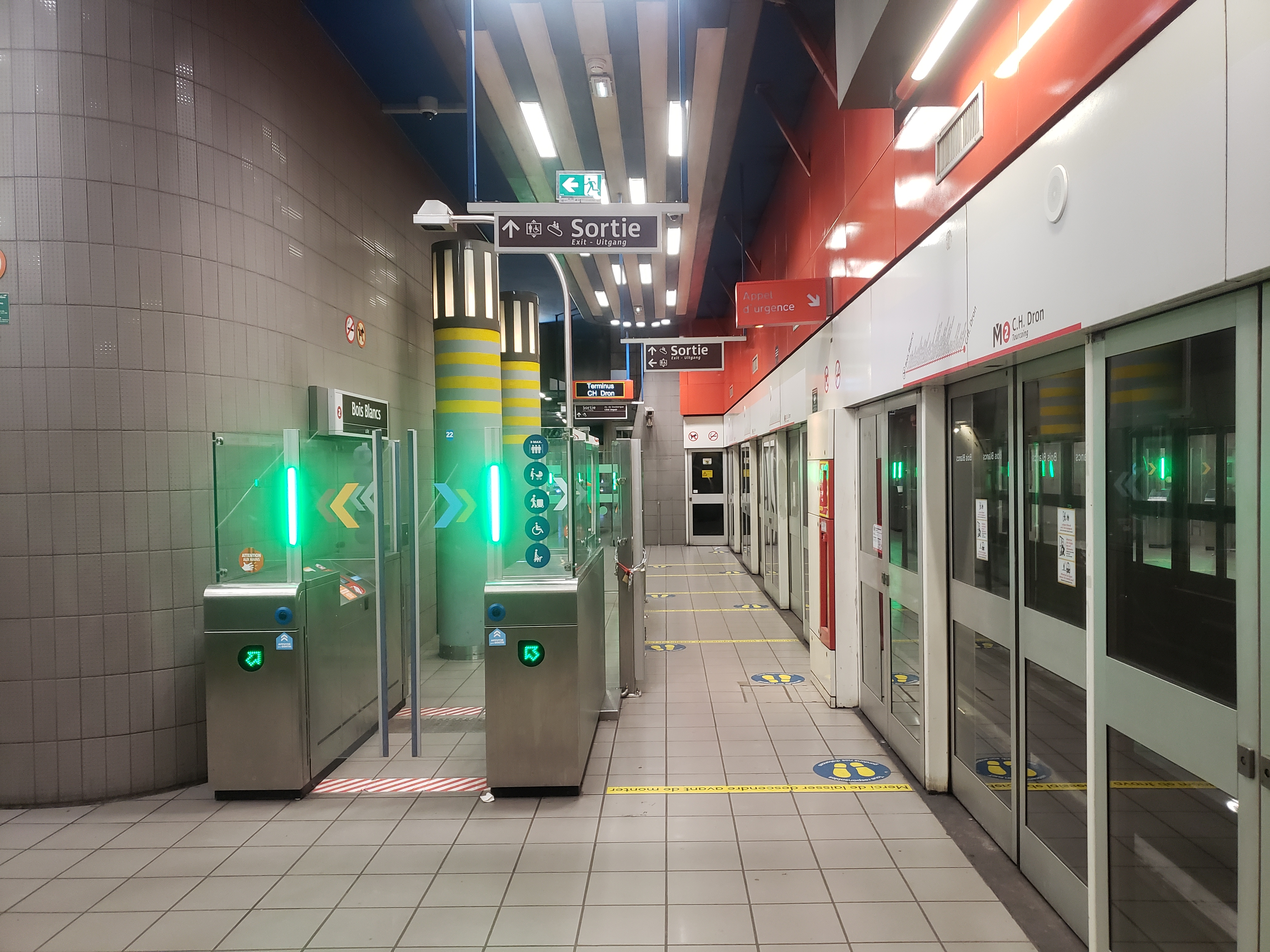
Vue générale du quai (26 mètres) en direction de CH Dron
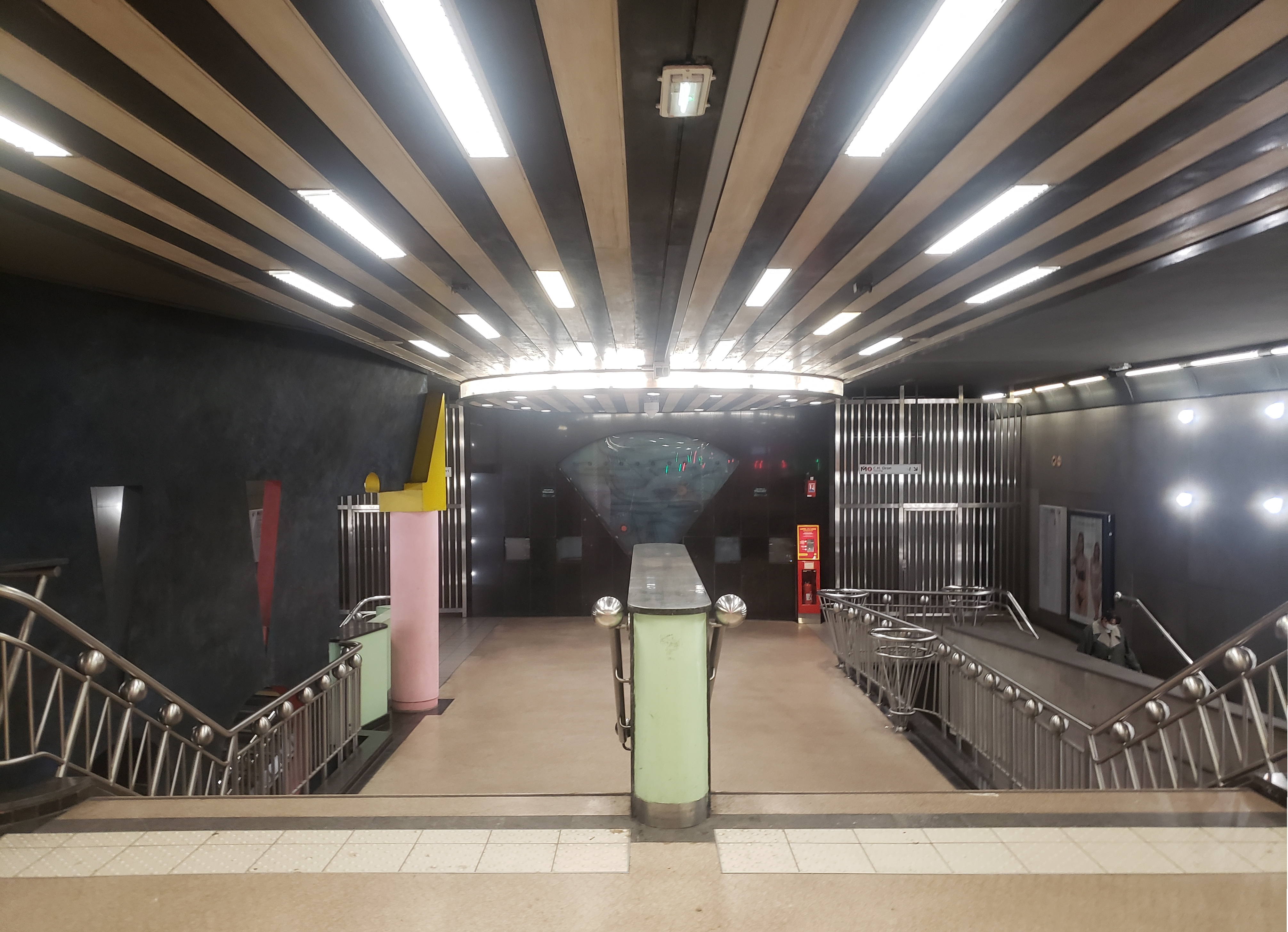
Vue générale de la mezzanine
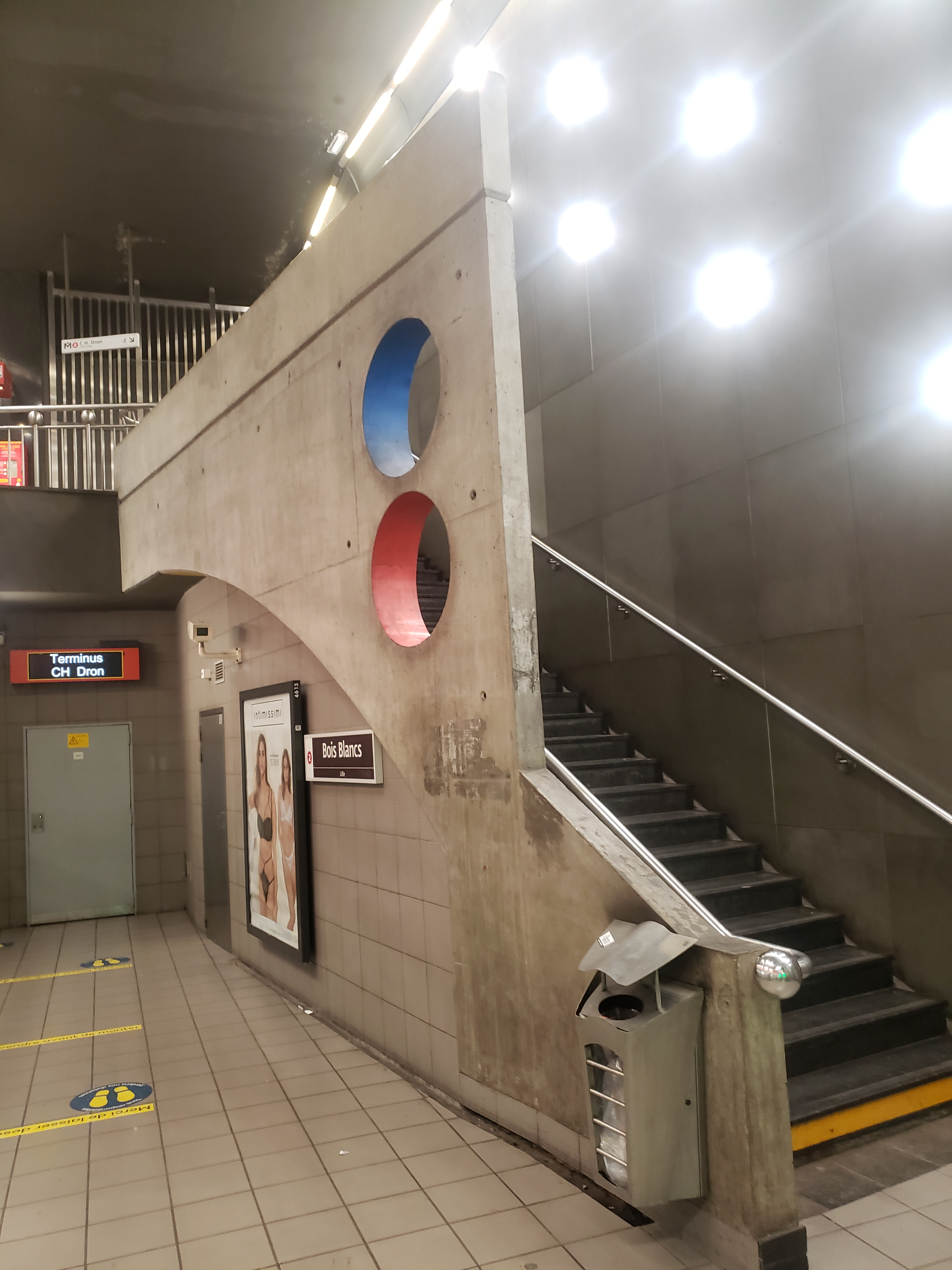
Escalier d'accès au quai en direction de CH Dron

### Intermodalité
La station est desservie par la ligne 18 du réseau Ilévia. Une station V'Lille est implantée à proximité.

## À proximité
- La Piscine olympique Marx Dormoy
- Le Grand Bleu : établissement national de production et diffusion artistique
- Harmonie Nature: Magasin Bio
- La Polyclinique Dubois